# Portici
Portici es un municipio italiano localizado en la ciudad metropolitana de Nápoles, región de Campania. Cuenta con 55.170 habitantes en 4,52 km².
El territorio municipal contiene la frazione (subdivisión) de Bellavista. Limita con los municipios de Ercolano, Nápoles y San Giorgio a Cremano.
Desde el 2002 ostenta el título de Città ("Ciudad").

## Historia
La antigua población quedó completamente destruida por la erupción del Vesuvio en 1631, pero volvió a reconstruirse y a ser habitada. Tras quedar las Dos Sicilias bajo la tutela de España, el rey Carlos IV de Nápoles  decidió levantar en Portici un palacio, que fue construido entre 1738 y 1748.

## Cultura
El palacio de Portici albergó inicialmente las piezas más notables extraídas de las excavaciones de Herculano, que luego pasaron a Nápoles. Con la reunificación italiana en 1860, Garibaldi hizo que el palacio se convirtiera en el Jardín Botánico de Portici y la Real Escuela Superior de Agricultura, que luego pasaría a ser la Escuela superior de Agricultura (Scuola superiore di agricoltura), más tarde el Instituto superior agrario (Istituto superiore agrario) y finalmente, con la reforma entrada en vigor en el año académico 1935-1936, la Facultad de agronomía de la Universidad de Nápoles Federico II.
En Portici se encuentra la sede del Museo Nacional Ferroviario de Pietrarsa, que posee la primera locomotora fabricada en Italia que funcionaba en la primera red ferroviaria italiana, la Nápoles-Portici, inaugurada el 3 de octubre de 1839. 
En Portici han nacido personalidades como el rey Carlos IV de España, Ettore Sannino, escultor y pintor, y Guglielmo Ferrero (1871-1943), estudioso del pensamiento político.

## Curiosidades
Portici está entre las ciudades más densas del mundo: en los años 1980, superó los 17.000 habitantes por km².

## Galería

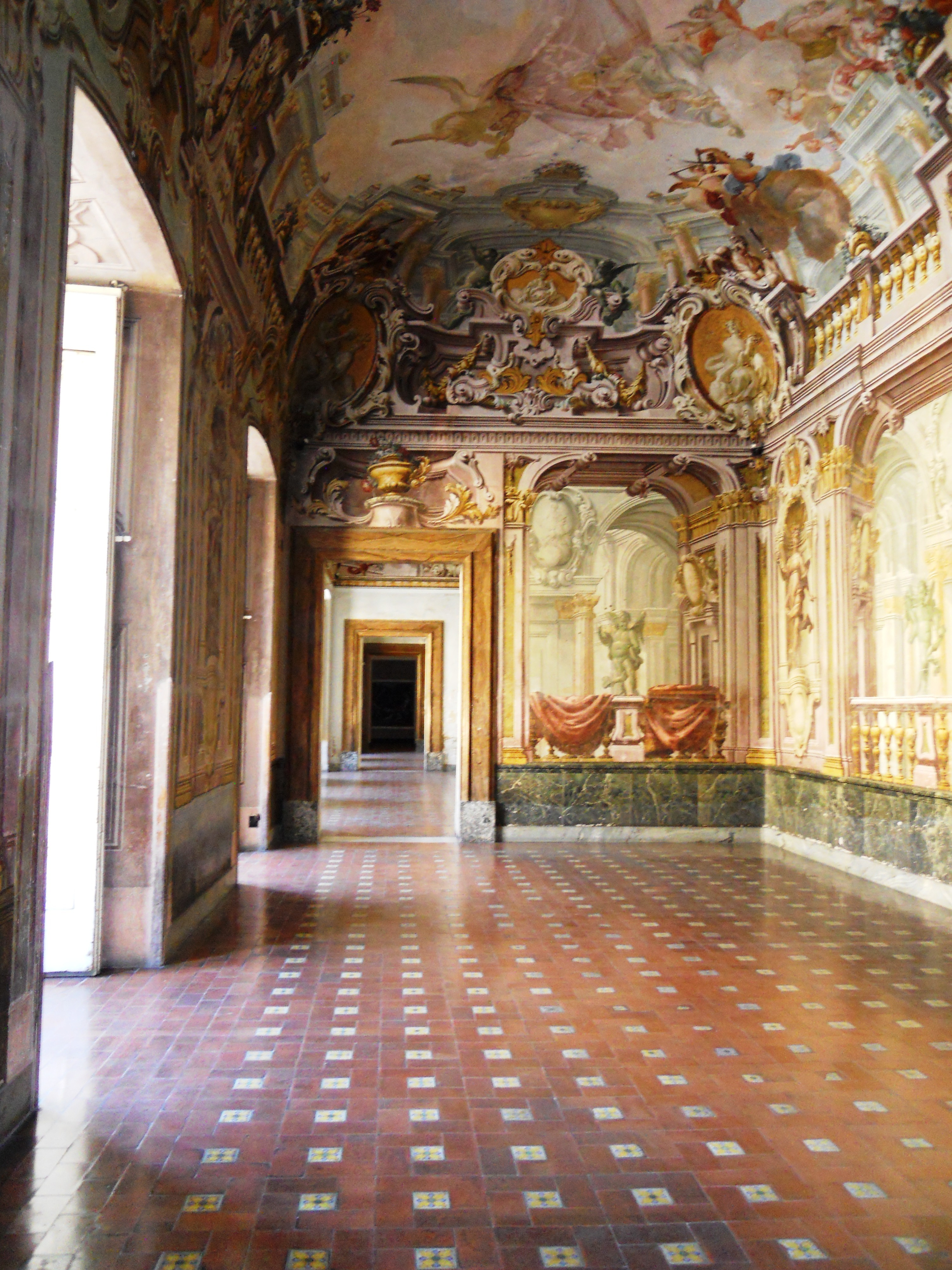
Interior del Palacio Real de Portici.
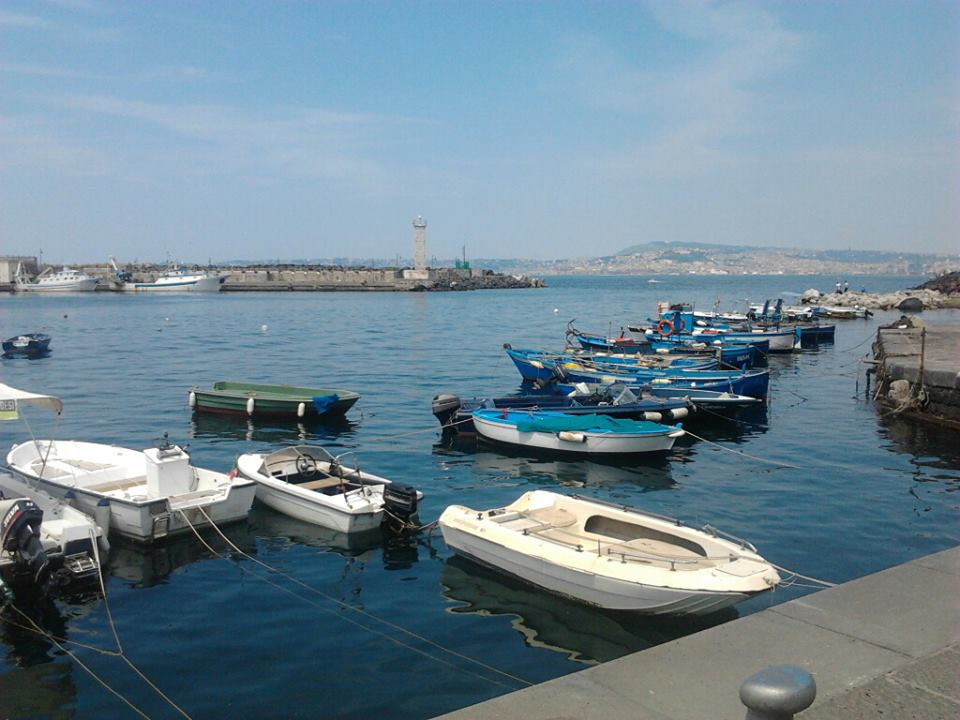
Puerto del Granatello.
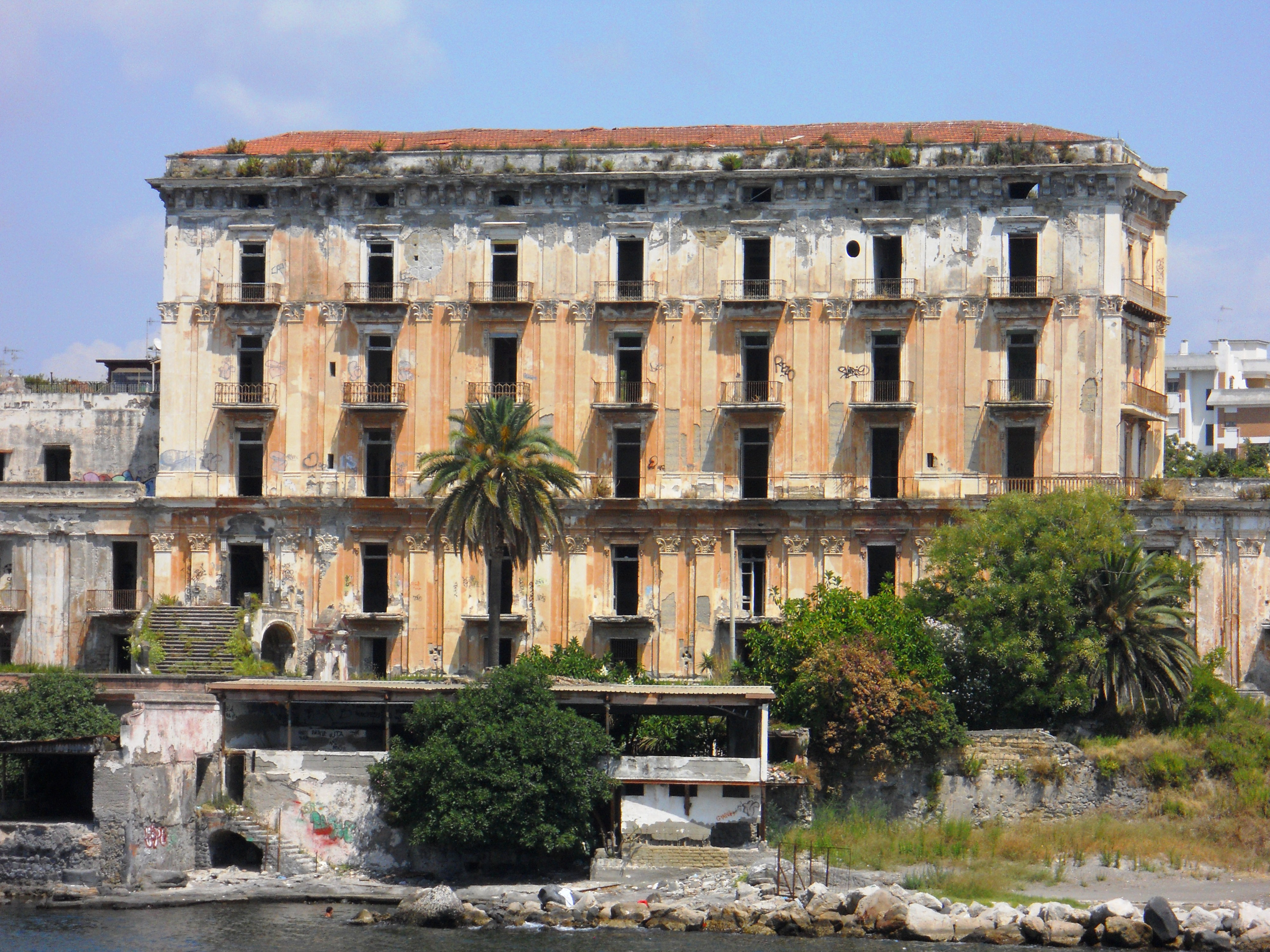
Villa d'Elboeuf, actualmente en estado de abandono.
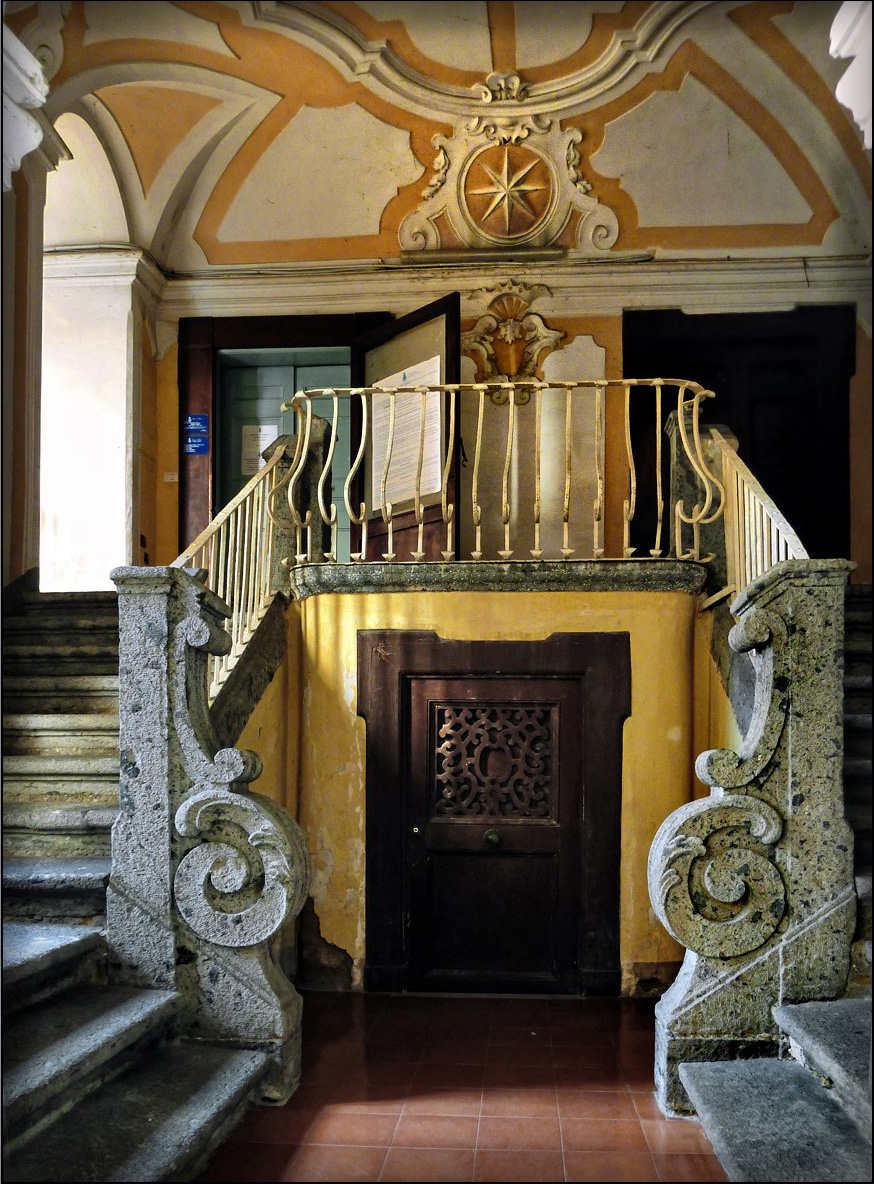
Escalera barroca en Villa Meola.

## Demografía
| Gráfica de evolución demográfica de Portici entre 1861 y 2011 |
|                                                               |
| Fuente ISTAT - elaboración gráfica de Wikipedia               |